# Onocolus echinatus
Onocolus echinatus là một loài nhện trong họ Thomisidae.
Loài này thuộc chi Onocolus. Onocolus echinatus được Władysław Taczanowski miêu tả năm 1872.